# گرگ‌بازی
گرگ‌بازی فیلمی به کارگردانی عباس نظام‌دوست و تهیه‌کنندگی محمدعلی نجفی محصول سال ۱۳۹۶ است.

## داستان فیلم
چند دوست قدیمی یک شب در خانه‌ای که سال‌ها کسی در آن زندگی نکرده و به صورت موروثی به یکی از دوستانشان به نام پرستو ارث رسیده، جمع می‌شوند.
آنها از یک دکتر ثروتمند و همسرش دعوت کرده‌اند به آن خانه بیایند چون دکتر خود را سرمایه گذاری معرفی کرده که میخواهد بر روی یک بازی دورهمی که آنها ادعا می‌کنند خودشان اختراع کرده‌اند، سرمایه گذاری کند.
بازی در واقع همان بازی معروف مافیا است که در فیلم آن را گرگ بازی می‌نامند.
در ادامه داستان با ماجراهای عجیب و نسبتا ترسناک پیش میرود و با یک نتیجه اقتباسی و تقریبا نامعلوم به پایان می‌رسد.

## بازیگران
| بازیگر          | نقش       |
| --------------- | --------- |
| علی مصفا        | دکتر      |
| هانیه توسلی     | هما       |
| نگار جواهریان   | پرستو     |
| سعید چنگیزیان   | مهران     |
| سهیلا گلستانی   | مینا      |
| مهسا علافر      | سپیده     |
| فهیمه امن‌زاده   | لیندا     |
| احسان گودرزی    | سعید      |
| حمید پورآذری    | مرتضی     |
| امیرحسین قدسی   | کاوه      |
| ژرژ پطرسی       | جباری     |
| منوچهر زنده‌دل   | تدین      |
| محمدرضا مالکی   | میثاقی    |
| قاسم فرمانبردار | کالبدشکاف |

## یادداشت
1. ↑  به ترتیب تیتراژ
2. ↑  نوشته شده در تیتراژ

## جشنواره‌ها
در آستانه برگزاری سی و ششمین جشنواره جهانی فجر این فیلم برای اولین بار به نمایش درآمد ، در بخش رقابتی جایزه بهترین فیلم اول، بازار جهانی و بخش غیر رقابتی «فانوس خیال» این دوره از جشنواره جهانی فجر حضور داشت .
عنوان «گرگ بازی» برای حضور در جشنواره‌های جهانی A Bigger Game است.